# 율리우스력
율리우스력(Julian calendar)은 고대 로마의 정치인 율리우스 카이사르가 기원전 46년에 제정해 기원전 45년부터 시행한 양력(陽曆) 역법이다. 율리우스력 1년은 365일 또는 366일(04년에 한번)이다.
기원전 46년 이전까지 고대 로마에서는 태음력을 사용하였으며, 점차 계절 변화(즉, 태양의 일주)를 고려해 태음력과 태양력을 섞어서 년(年)과 월(月)을 계산하였다. 이에 따라 특히 달을 계산하는 데 적지 않은 혼란과 계산 착오가 생겼으며, 기본적으로 29일과 31일을 교대로 사용하는 로마력의 특성상(여기에 불운한 달이라는 2월의 28일이 끼어들면서) 1년이 약 355일이 되면서 이를 보정하기 위해 제사장 폰티팩스 막스무스가 임의로 연말에 날을 더해 수정하였다.
이집트 원정 당시 태양력에 기반한 365일 1년체계(당시 이집트의 경우 매달 30일×12=360일에 제사장들이 5일을 보태는 방식임)를 접한 율리우스 카이사르가 이집트 천문학자 소시게네스의 도움으로 채택한 달력은 태양력을 기준으로 02월을 제외한 달은 모두 30일 또는 31일로 정하고 나머지 오차를 4년에 1일씩 날이 작은 2월에 더함으로서 사람의 인위적인 간섭이 배제된 정규달력을 만든 것이다.
율리우스력은 04년마다 02월 29일을 추가하는 윤년을 두어 율리우스력에서 평균 한 해 길이는 365.25일이다. 이는 365.2422일인 평균 태양년보다 0.0078일(11분 14초)이 길어서 128년마다 1일의 편차가 났기 때문에, 1582년부터 더 정확한 그레고리력으로 점차 대체되었다. 현재(1901년 ~ 2100년) 그레고리력과 율리우스력 편차는 13일, 그레고리력 1월 14일은 율리우스력으로 1월 1일이 된다.
다만 이 율리우스력이 처음 도입된 기원전 46년은 그동안의 오랜 내란으로 인해 달력체계가 심각하게 오류가 생겨서 거의 90일이나 실제와 차이나게 되었다. 이를 고치기 위해 기원전 46년에 임의로 90일을 더해 이 해만큼은 1년 455일이 되었다.(물론 이것은 서양력체계이므로 그외의 어느곳에서도 그 차이가 나타나지 않는다.)

## 율리우스력 제정 이전과 이후의 월별 날짜 현황
| 월   | 라틴어              | 기원전 46년 이전 | 기원전 46년 | 기원전 45년 이후 |
| ---- | ------------------- | ---------------- | ----------- | ---------------- |
| 1월  | Ianuarius           | 29               | 31          | 31               |
| 2월  | Februarius          | 28 (23/24)       | 28          | 28 (29)          |
| 3월  | Martius             | 31               | 31          | 31               |
| 4월  | Aprilis             | 29               | 30          | 30               |
| 5월  | Maius               | 31               | 31          | 31               |
| 6월  | Iunius              | 29               | 30          | 30               |
| 7월  | Quintilis (Julius)  | 31               | 31          | 31               |
| 8월  | Sextilis (Augustus) | 29               | 31          | 31               |
| 9월  | September           | 29               | 30          | 30               |
| 10월 | October             | 31               | 31          | 31               |
| 11월 | November            | 29               | 30          | 30               |
| 12월 | December            | 29               | 31          | 31               |
| -    | Intercalaris        | (10)             | 90          | (폐지)           |
| 합   |                     | 355~366          | 445         | 365/366          |

## 동방 정교회의 교회력
그레고리력을 교회력으로 채택하고 있는 서방 교회(천주교와 개신교)와 달리 동방 교회 계열 특히 동방정교회는 일상 활동에서는 국가에서 정한 그레고리력을 사용하나, 예배와 예전을 명시한 교회력에서는 보편교회 시절부터 사용한 율리우스력을 따른다. 동방 정교회의 성탄절은 율리우스력 12월 25일로, 이는 그레고리력으로 환산 시 1월 7일로 책정된다. 동방 정교회는 율리우스력으로 12월 25일로 책정되는 그레고리력 상의 1월 7일을 성탄절로 지키며, 그레고리력의 12월 24일은 성탄절이 아니다.

## 참고 문헌
- 《시간의 지도 : 달력》 E.G.리처즈 지음, 이민아 옮김, 까치, 2003 중 "제16장, 로마력과 율리우스력"

## 같이 보기
- 그레고리력
- 율리우스일
- 베르베르력